# Робова фонтана
Робова фонтана или Фонтана три реке је најпознатија љубљанска фонтана од белог мермера, рад вајара Франческа Робе (итал. Francesco Robba) из 1751. Франческо је због дуготрајног процеса и скупог материјала умало банкротирао. На фонтани су персонифициране три крањске реке, Сава, Крка и Љубљаница. Фонтана данас стоји пред седиштем Градске већнице - Магистратом (седиште градоначелника Љубљане) у старој Љубљани.

## Настанак
Настала по угледу на римске фонтане, нарочито на фонтану испред Пантенома и фонтану Ђанлоренца Бернинија, која стоји на Пјаци Навони у Риму - та је Фонтана четири светских река (Дунава, Нила, Ганга и Ла Плате). Те су означавале 4 до тада познате континенте. Изнад те фонтане је и египћански обелиск, којег је Бернини поставио на жељу папе Иноћентија X. Тако је и Франческо Роба исклесао имитацију обелиска на средини фонтане.
За разлику од Бернинија, персонификације река су мање и статичнијих поза. Бернини је своје реке персонифицирао са снажним и великим фигурама, које краси и одговарајућа биолошки амбијент. Разлика је и због другог уметничког доба. Робова фонтана је већ прелазила у Рококо и била је рађена 100 година касније од Бернинијеве.

## Обнова и замена са репликом
Робова фонтана је обнављана више пута, нарочито након земљотреса 1895. године, када је словеначки архитекта Јоже Плечник додао степенице. Последња обнова је била дуготрајна, од 1979. до 2006. године, када су оригинал демонтирали и пренели у Народну галерију, а на исто место ставили реплику, исте величине и материјала.

## Галерија
- Робова фонтана - детаљ
- Робова фонтана - детаљ